# Jornada laboral

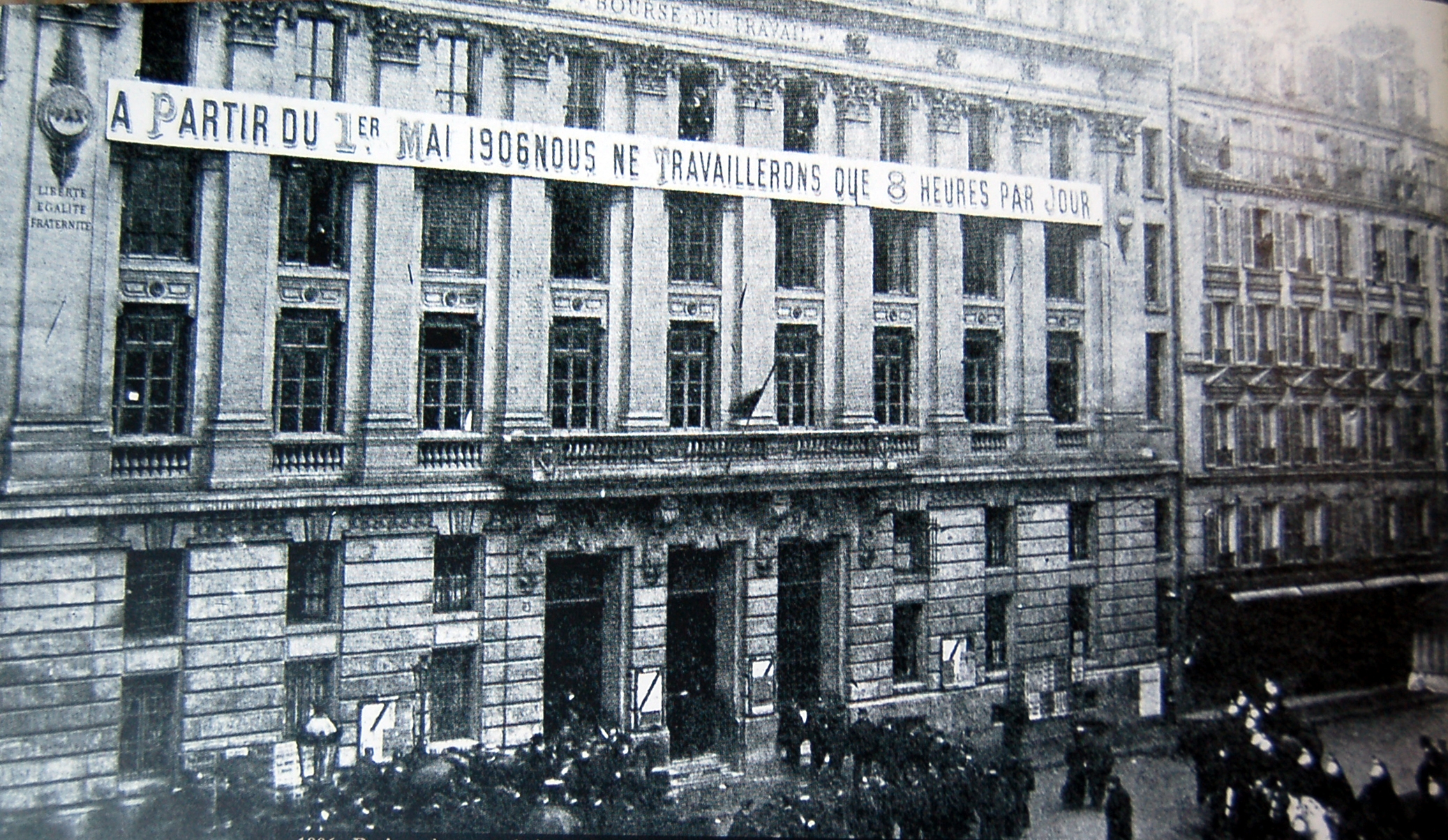
Huelga por las 8 horas de trabajo al día en París (Francia) en 1906.

La jornada laboral, jornada de trabajo o tiempo de trabajo, hace referencia al número de horas que el trabajador trabaja efectivamente en una jornada o día. Puede referirse también al cómputo semanal, mensual o anual de tiempo trabajado.
La jornada de trabajo se debe diferenciar del «horario de trabajo». La jornada representa el «número de horas que el trabajador presta su servicio» mientras que el «horario» establece la hora u horas de entrada o salida.
En términos generales, las horas de trabajo habituales de los países de todo el mundo están en torno a la 40 horas por semana, no obstante, esta situación no se da en todas partes habiendo notables disparidades: desde las 35 a las 48 horas.
La jornada habitual es de 8 horas diarias, pero legalmente se pueden pactar horarios más amplios, siempre que no exceda el total semanal, otro caso son las jornadas extendidas como el caso de algunos policías que trabajan 12 horas por 24 de descanso.

## Regulación internacional

### Tratado de Versalles 1919 - 8 horas
Después de la Primera Guerra Mundial se firmó por 50 países en junio de 1919 el conocido como Tratado de Versalles que establece en el punto cuarto de su artículo 427 (Cláusulas económicas, Parte XIII - Trabajo, artículos 387 al 427):
- La adopción de 8 horas al día o 48 horas a la semana dirigida a donde esto no se haya aplicado todavía.

### Organización Internacional del Trabajo 1919 - 8 horas
En octubre de 1919, unos meses después de la firma del Tratado de Versalles, los miembros de la Organización Internacional del Trabajo se reunieron en la Conferencia de Washington donde se estableció el convenio por el que se limitan las horas de trabajo en las industrias a ocho horas diarias o cuarenta y ocho horas semanales -6 días laborales a la semana- cuestión que constituyó el primer punto del orden del día de la reunión, y que después de haberse decidido que dichas proposiciones revistieran la forma de un convenio internacional, se acordó la constitución del acuerdo como convenio, que podrá ser citado como el "Convenio sobre las horas de trabajo —industria— de 1919", y que fue sometido a la ratificación de los Miembros de la Organización Internacional del Trabajo de acuerdo con las disposiciones de la Constitución de la OIT.

### Unión Europea - UE
La directiva europea de 2003 de organización del tiempo de trabajo indica que los trabajadores de la Unión Europea no pueden ser obligados a trabajar durante más de 48 horas por semana debiendo tener al menos 11 horas de descanso consecutivo cada 24 horas, si el horario de trabajo supera las seis horas el trabajador tendrá derecho a un descanso cuyas duración y características determinarán los acuerdos y Convenios Colectivos, o la legislación nacional. Semanalmente tendrá al menos 24 horas (un día) de descanso ininterrumpido. Tendrán un descanso anual de cuatro semanas. 
La jornada diaria de trabajo no excederá las ocho horas, incluidas las horas extraordinarias. Así lo indica la Directiva de Tiempo de Trabajo.
En el año 2005 la semana laboral media en Europa de los trabajadores a jornada completa era de 40 horas (8 horas de lunes a viernes), por encima de 40 horas están Letonia (que encabeza la lista con 42,6 horas), Estonia, República Checa, España (41 horas), Alemania y Austria. Francia aparece en la posición inferior en horas trabajadas semanales con 37,6 horas semanales, según Eurostat.

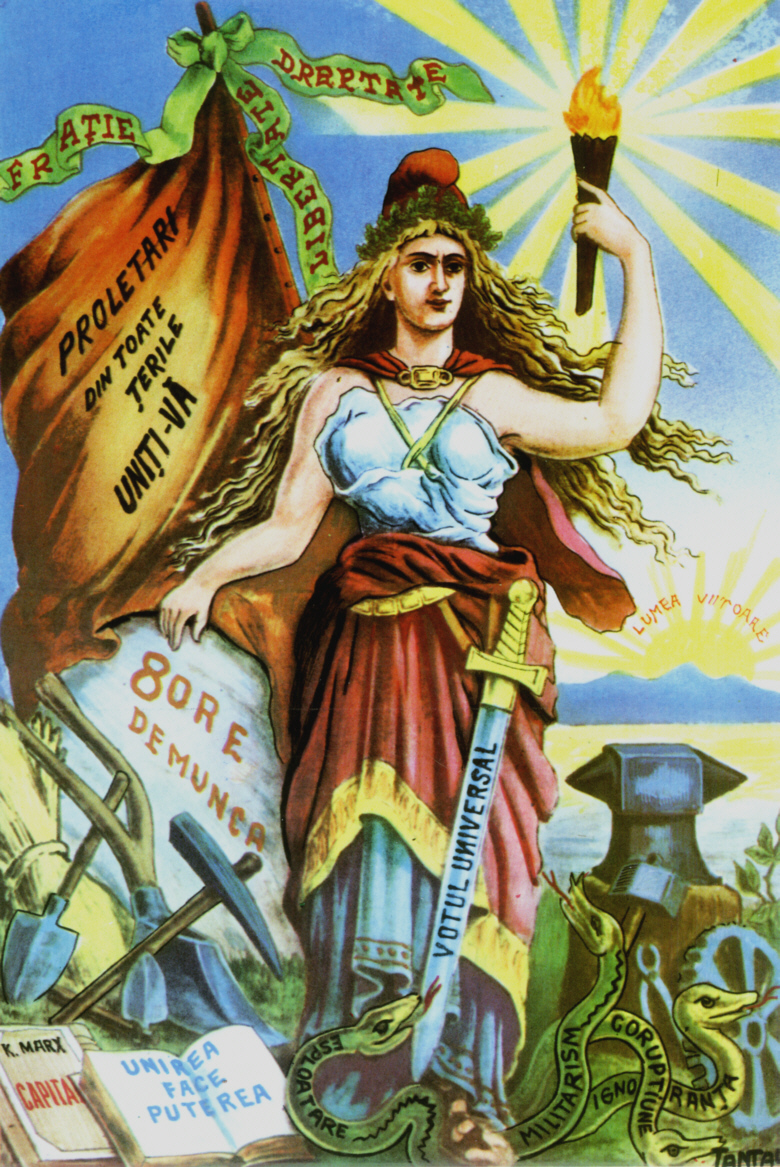
Ilustración de la revista rumana Lumea Noua donde aparece, entre otros mensajes, la reclamación de las 8 horas de trabajo al día (1895).

### Máximos o topes de jornada laboral en América
En el continente americano la duración máxima de la jornada y semana laborales es la siguiente:[cita requerida]
- Argentina	8	hrs diarias	y	48	hrs semanales	,
- Brasil	8	hrs diarias	y	44	hrs semanales	,
- Bolivia	8	hrs diarias	y	48	hrs semanales	,
- Chile	8	hrs diarias	y	44 hrs semanales	,
- Colombia	8	hrs diarias	y	44	hrs semanales	,
- Ecuador	8	hrs diarias	y	40	hrs semanales	,
- Perú	8	hrs diarias	y	48	hrs semanales	,
- Paraguay	8	hrs diarias	y	48	hrs semanales	,
- Uruguay	8	hrs diarias	y	48	hrs semanales	,
- Venezuela	8	hrs diarias	y	40	hrs semanales	,
- México	8	hrs diarias	y	48	hrs semanales	,
- USA				40	hrs semanales	,
- Canadá	8	hrs diarias	y	40	hrs semanales	,
- Panamá	8	hrs diarias	y	48	hrs semanales	,
- Honduras	8	hrs diarias	y	44	hrs semanales	,
- Nicaragua	8	hrs diarias	y	48	hrs semanales	,
- Cuba	8	hrs diarias	,
- El Salvador	8	hrs diarias	y	44 hrs semanales	,
- Guatemala	8	hrs diarias	y	48	hrs semanales	,
- Costa Rica	12	hrs diarias	y	48	hrs semanales	,
- Rep. Dominicana				44	hrs semanales	,
- Jamaica	8	hrs diarias

## Evolución de la jornada y la semana laborales

### En las sociedades preindustriales
Existen diversos estudios sobre sociedades cazadoras-recolectoras (Marshall Sahlins, Pierre Clastres) que indican que los aborígenes australianos de la Tierra de Arnhem y los bosquimanos del sur de África apenas dedicaban de 3 a 5 horas diarias a asegurar su subsistencia. En sociedades más complejas y sobre todo con la aparición de la agricultura, comienzan los intercambios (ver Economía del don y Ensayo sobre el don), y podrá hablarse de labor y labores, que requerirán más o menos dedicación e intensidad pero de ninguna manera, ni siquiera durante la actividad gremial, puede hablarse de «jornada laboral» con el significado que actualmente tiene.

### Siglos XVIII a XIX - Jornadas de 14 horas 7 días a la semana
La cantidad de horas de trabajo debe contabilizarse tanto en la jornada diaria como la semanal y anual. Durante la revolución industrial en Gran Bretaña y otros países la semana laboral alcanzó los 7 días sin descanso alguno con jornadas de 14 horas. Así ocurre todavía en numerosos lugares del mundo donde el trabajo a destajo y la falta de derechos hace que no exista pausa diaria de trabajo. El primer paso para la reducción de la semana de 6 días fue, en los países occidentales, la implantación del fin de semana inglés que unía la tarde del sábado al domingo (1 día y medio de descanso). La expresión sábado inglés deriva de esta situación.

La extensión de una sociedad de consumo que requiere tiempo para las compras y el gasto en ocio ha generalizado en buena medida y en todo el mundo la semana laboral de 5 días; de lunes a viernes en los países de tradición cristiana y judía (fin de semana el sábado y domingo); de domingo a jueves en la mayoría de países musulmanes (fin de semana el viernes y sábado).

### Siglos XIX a XX - 8 horas diarias y 40 horas semanales
A finales del siglo XIX comienza la reivindicación de ocho horas de trabajo, ocho horas de ocio y ocho horas de sueño que no se alcanzará de manera efectiva y generalizada en numerosos países, sobre todo occidentales, hasta la década de 1970 a 1980. Se pasó de semanas laborales de más de 60 horas semanales a semanas de 48 horas semanales (seis días con jornada de ocho horas) y a 40 horas semanales (5 días con jornadas de 8 horas). Desde la década de 1980, a pesar del aumento de la productividad y el incremento del desempleo la jornada laboral se ha mantenido o ha crecido si se consideran las unidades familiares donde se ha pasado de un trabajador a dos trabajadores (habitualmente los dos miembros de la pareja o matrimonio).
Desde el Convenio de la OIT de 1919, donde se limitan las horas de trabajo en la industria a ocho horas diarias y a 48 semanales se ha ido mejorando las condiciones de trabajo y reduciendo la jornada laboral. Se ha incorporado el día libre de descanso semanal y el permiso (vacaciones) anual remunerado. Sin embargo todavía «al menos el 20 por ciento de la fuerza laboral de Estados Unidos, Australia, Nueva Zelanda y Japón trabaja 50 horas o más a la semana, mientras que en la mayoría de los países europeos tal proporción no llega al 10 por ciento e incluso se reduce».

### SigloXXI- Productividad, automatización y reducción de jornada
Los intentos fracasados de implantación, en la década de 1970, de la semanal laboral de 30 horas por las feministas suecas y, en las décadas de 1980 y 1990, de la semana laboral de 35 horas en Francia reflejan el estancamiento de la reducción de la jornada de trabajo e incluso, en la primera década del siglo XXI, el incremento del tiempo trabajado. Desde posiciones sindicales se demanda una reducción de la jornada de trabajo, el reparto del mismo y la consideración del tiempo trabajado total por el conjunto de la sociedad o comunidad.